# Nepeta henanensis
Nepeta henanensis là một loài thực vật có hoa trong họ Hoa môi. Loài này được C.S.Zhu mô tả khoa học đầu tiên năm 1992.